# 桑福德 (緬因州)
桑福德（英語：Sanford）是一個位於美國緬因州約克縣的城市。

## 人口
根據2020年美國人口普查的數據，桑福德的面積為126.27平方千米，當中陸地面積為123.78平方千米，而水域面積為2.49平方千米。當地共有人口21982人，而人口密度為每平方千米174人。